# Udo d'Alvensleben (historien)
Ne doit pas être confondu avec Udo d'Alvensleben (homme politique).
Pour les articles homonymes, voir Alvensleben.
Udo-Auguste-Ernest d'Alvensleben (né le 23 janvier 1897 à Wittenmoor et mort le 22 août 1962 à Dortmund-Bodelschwingh) est un historien de l'art allemand.

## Famille
Udo d'Alvensleben est issu de la famille noble d'Altmark d'Alvensleben et est le fils aîné du propriétaire foncier, chambellan prussien, député de la chambre des seigneurs de Prusse et député d'arrondissement Ludolf Udo d'Alvensleben (de) (1852-1923) sur Wittenmoor, Sichau-Tarnefitz et Plutowo (arrondissement de Culm (de)), et Ida d'Alvensleben, née von Glasenapp (1866–1924). Son plus jeune frère est l'officier Wichard d'Alvensleben (de) (1902-1982), qui se fait connaître pour la libération d'éminents otages SS fin avril 1945. Son second frère Ludolf Jakob von Alvensleben est SS et chef de la police en Italie.
En 1944, il se marie avec Elma baronne zu Innhausen und Knyphausen (de) (1919–2004) de la branche de Bodelschwingh (de). Ce mariage donne naissance à trois enfants, dont l'ambassadeur Busso d'Alvensleben (de) (né en 1949).

## Parcours de formation
En 1914, il est diplômé de l'Académie de chevalerie de la cathédrale de Brandebourg. Il revient de la Première Guerre mondiale, au cours de laquelle il est principalement déployé dans le nord de la France et les Flandres, en tant que premier lieutenant. À partir de 1919, il étudie l'agriculture et la sylviculture, l'histoire, l'histoire de l'art et la philosophie à Munich. Il prend également des cours de dessin, de gravure et de lithographie.

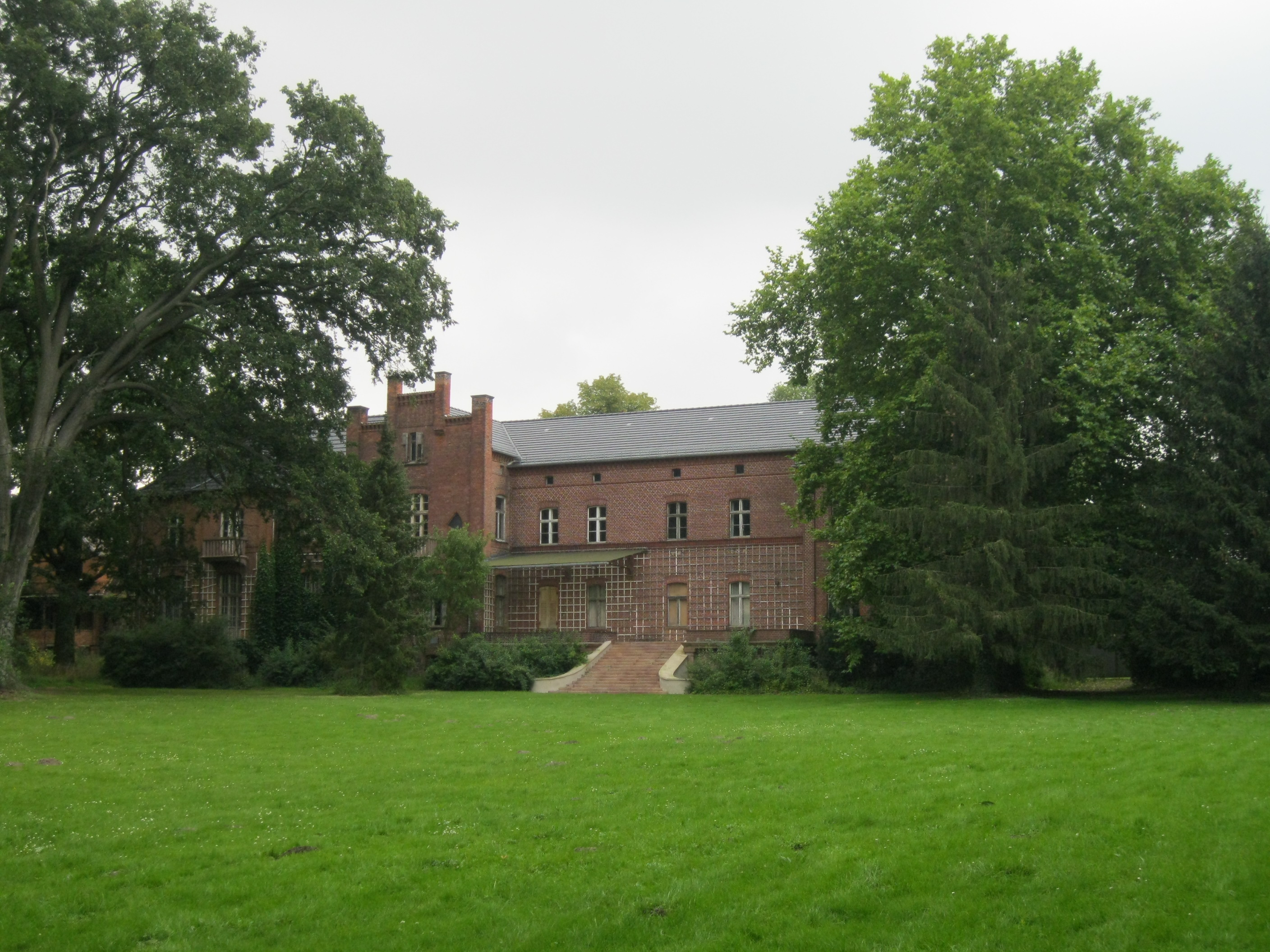
Manoir de Wittenmoor, Altmark

En 1920, il prend la direction du domaine de Wittenmoor et poursuit ses études à Berlin, qu'il élargit au droit, à l'économie, à la diplomatie et à l'archéologie. Les entrées de journal montrent ceux qui sont façonnés par les expériences de guerre en tant que chercheurs intellectuels et spirituels; En 1926, il rend visite à Romain Rolland à Villeneuve sur le lac Léman. En 1926, il se rend à Hambourg et obtient son doctorat en 1927 de l'historien de l'art Erwin Panofsky. Sa thèse sur le Grand Jardin de Hanovre-Herrenhausen (de) est publiée par Deutscher Kunstverlag et inspire sa reconstruction à partir de 1936, sur laquelle il travaille à titre consultatif.
Des voyages en Europe suivent, notamment encore et encore en France, qui influencent son amour du baroque tout au long de sa vie, et des voyages dans le monde qui l'emmenent en Amérique et en Asie. En 1927/28, il voyage en Inde avec son cousin, l'indologue Helmuth von Glasenapp (de). Lors de ses séjours en Chine et au Japon en 1932/33, il s'occupe principalement de leur philosophie ainsi que de l'art des jardins chinois et japonais. Parmi ses amis se trouve Hans-Hasso von Veltheim (de)-Ostrau, qui essaie d'apporter les enseignements indiens en Allemagne.

## Suite de la vie

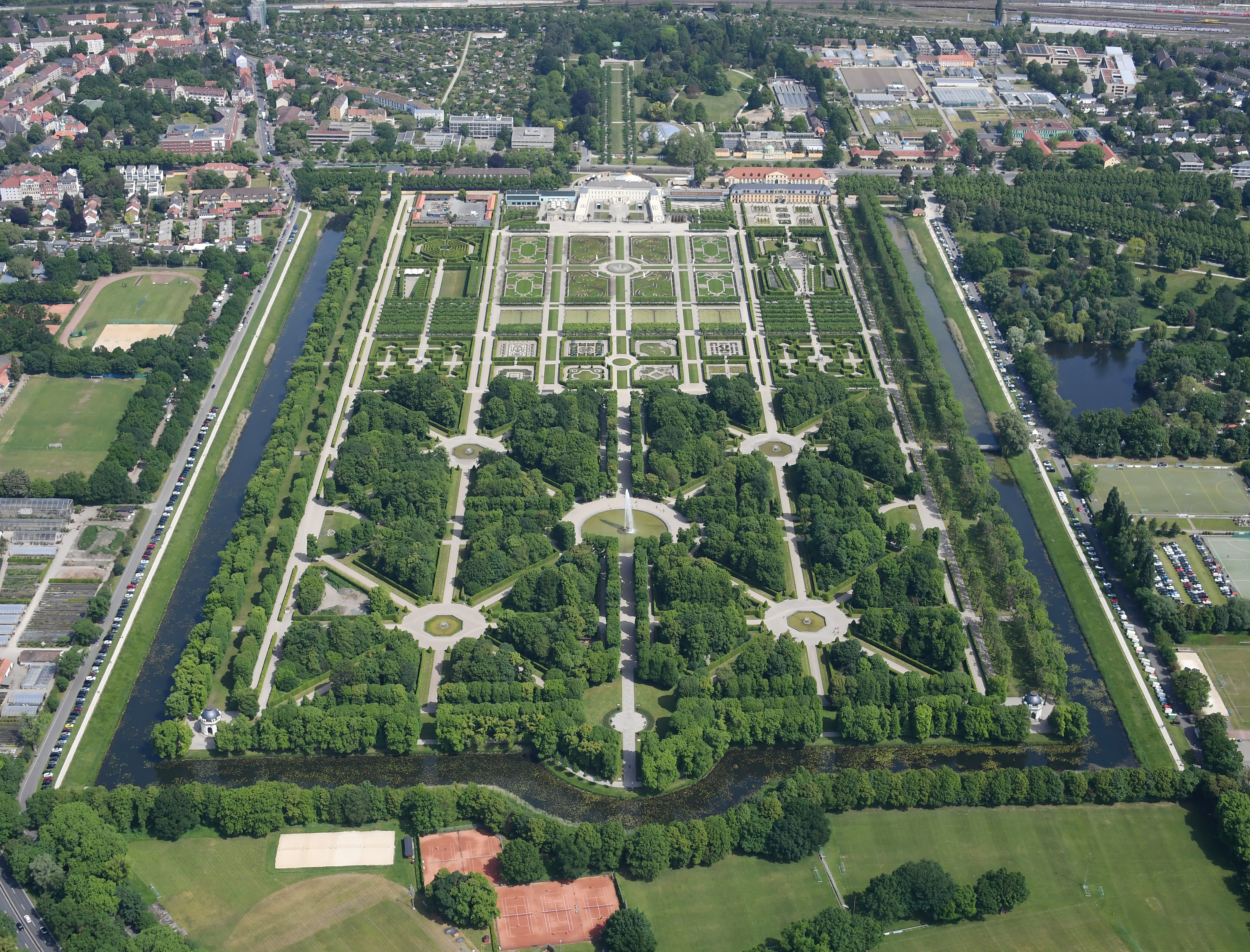
Le Grand Jardin reconstruit à Hanovre-Herrenhausen

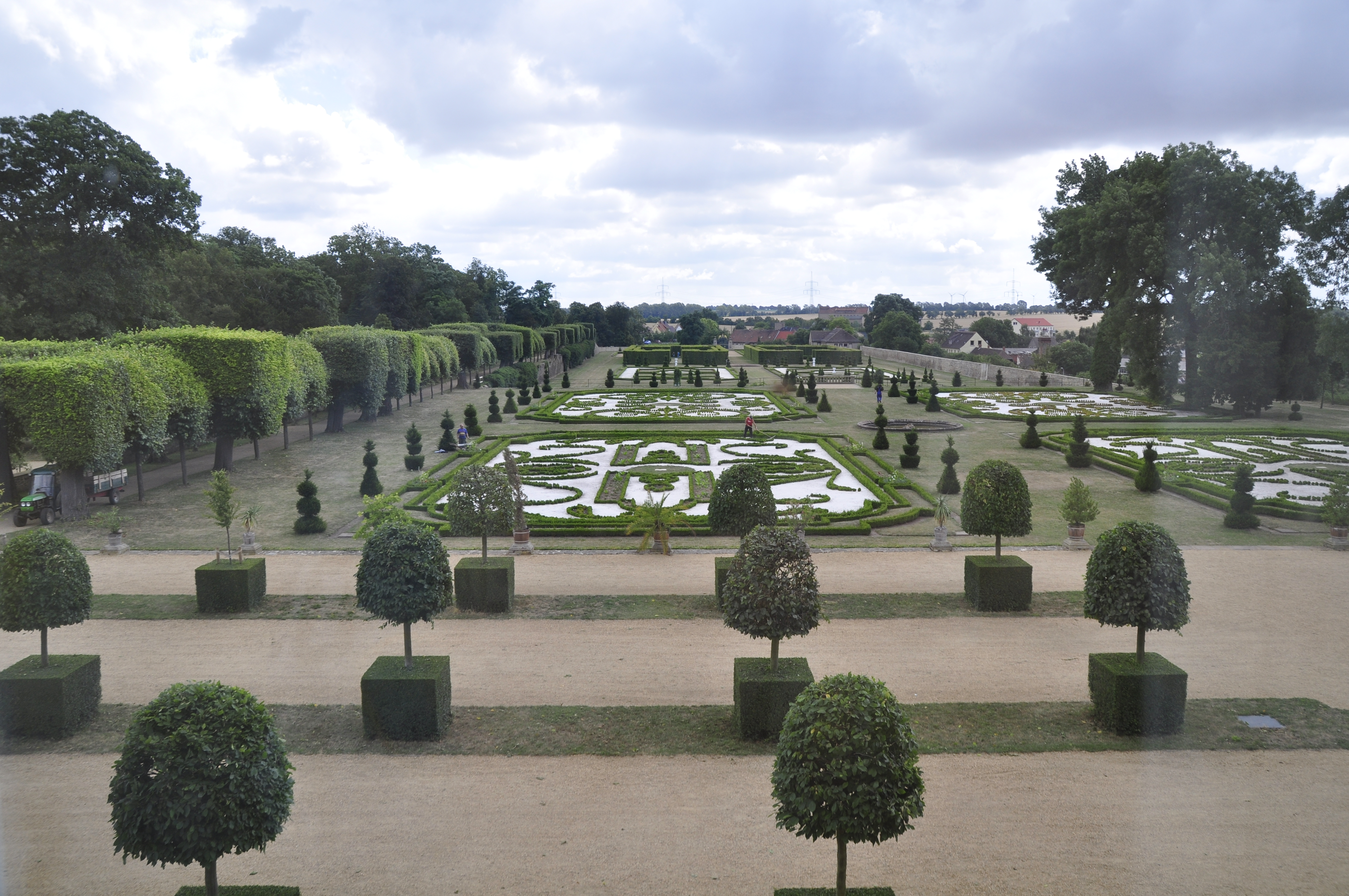
Le parc reconstitué du

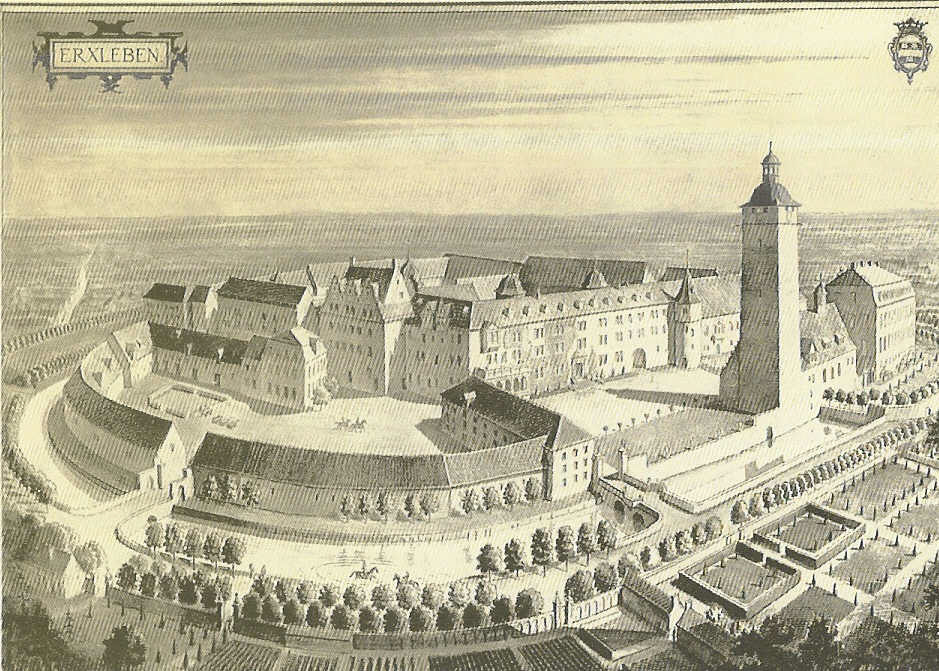
Anco Wigboldus : Vue aérienne du château d'Erxleben

Comme beaucoup de ses ancêtres, il a orienté son large parcours scolaire vers la fonction publique. La prise du pouvoir par les nationaux-socialistes le pousse à se tourner à nouveau vers des projets plus privés. À travers ses études sur les châteaux et les jardins baroques, il s'intéresse de plus en plus au patrimoine historique et culturel de sa famille. Il reconstruit également le parc baroque de l'ancien château d'Hundisburg (de) pour le compte du propriétaire. En 1937, il publie un livre sur l'architecte d'Hundisburg, Hermann Korb (de), et ses bâtiments du château de Brunswick. À partir de 1935, il entreprend la restauration du château de Friedrichswerth (de).
De vastes collections de documents écrits et photographiques sont créées. En son nom et sur la base de son travail préliminaire, le peintre néerlandais Anco Wigboldus dessine toutes les maisons d'Alvensleben dans le style baroque de la vue à vol d'oiseau, après les avoir visitées avec lui et détermine leur état au cours des siècles passés sous sa direction. Le parc et le manoir de Wittenmoor connaissent une période faste dans leur développement, avec de nombreux invités, des échanges intellectuels animés et beaucoup de musique. En 1936, Alvensleben doit céder une partie de ses surfaces forestières pour l'aménagement du terrain d'entraînement militaire d'Altmark (de) et acquiert en retour le domaine de Keez (Brüel) près de Schwerin dans le Mecklembourg en 1937, ce qui lui offre un défi supplémentaire, tant économique que créatif.
Pendant la Seconde Guerre mondiale, il sert comme soldat en Pologne, en France, en Russie, dans les Balkans, en Italie et enfin en Norvège. Son journal pendant la guerre (extraits publiés en 1971 sous le titre « Lauter Abschiede ») en fait état. Avec Hermann Alberts (de), alors surintendant de Stendal, il sauve les précieux vitraux médiévaux de la cathédrale de Stendal (de) en les faisant stocker dans le manoir de Wittenmoor pendant la guerre.
Après l'expropriation de ses biens par la réforme agraire dans la zone occupée par les Soviétiques en 1945, il vit comme réfugié dans la maison des parents de sa femme, le manoir de Bodelschwingh (de) près de Dortmund. Il maintient sa famille et lui-même à flot avec des conférences sur l'histoire culturelle et des publications commandées. Les tâches agricoles et forestières resurgirent rapidement lorsque sa femme hérite du petit domaine voisin du château de Rodenberg (de).
Alvensleben est membre de comités forestiers, de l'aide aux réfugiés suédo-allemands et du Conseil culturel d'Allemagne centrale, organise des conférences, donne des conseils sur des questions relatives à la restauration de jardins historiques et poursuit son travail de recherche intensif. Ses publications de cette période comprennent notamment "La chronique de Lütetsburg (de)", l'histoire de la famille de chefs frisons Knyphausen et "Châteaux et domaines d'Alvensleben". Il apporte une contribution significative à la famille d'Alvensleben reprenant leurs réunions de famille après l'expulsion en 1945, qui a commencé en 1479, des parties sauvées de la bibliothèque du fief d'Alvensleben du XVIe siècle sont sécurisés dans leur existence et l'anneau familial légendaire et médiéval reçoit un lieu de stockage correspondant à son importance. Après la réunification, la bague est confiée au trésor de la cathédrale de Halberstadt, la cité épiscopale étroitement liée aux origines de la famille.
Alvensleben tient un journal détaillé de 1914 à 1962, dont des parties sont compilées et publiées par Harald von Koenigswald dans des livres de château et un journal de guerre après sa mort. Ce sont des témoignages historiques et culturels fascinants d'une forte expressivité personnelle et d'un pouvoir de jugement.
En 1936, il entre dans l'Ordre de Saint-Jean.

## Publications
- Herrenhausen, Die Sommerresidenz der Welfen (Deutsche Lande Deutsche Kunst (de)), Berlin 1929/ 2. Große Baudenkmäler, Heft 107, Deutscher Kunstverlag, Berlin 1947. Weitere Auflage: 1966. DBN allgemein über alle Werke
- Die Braunschweigischen Schlösser der Barockzeit und ihr Baumeister Hermann Korb (de), Berlin 1937. Reprint Berlin 2020.  (ISBN 978-3-11-235553-4).
- Die Lütetsburger Chronik, Geschichte eines friesischen Häuptlingsgeschlechts, Braams in Kommission, Norden, Dortmund 1955.
- Alvenslebensche Burgen und Landsitze. Mit Zeichnungen von Anco Wigboldus, Ruhfus, Dortmund 1960.
- Lebenserinnerungen, unveröffentlichtes Manuskript
- Besuche vor dem Untergang, Adelssitze zwischen Altmark und Masuren, Aus Tagebuchaufzeichnungen von Udo von Alvensleben, Zusammengestellt und herausgegeben von Harald von Koenigswald, Frankfurt/M.-Berlin 1968. Neuauflage: Als es sie noch gab…Adelssitze zwischen Altmark und Masuren. Ullstein, Berlin 1996,  (ISBN 3-548-35641-9)
- Mauern im Strom der Zeit, Schlösser und Schicksale in Niederdeutschland, Aus Tagebuchaufzeichnungen von Udo von Alvensleben, Zusammengestellt und herausgegeben von Harald von Koenigswald, Frankfurt/M.-Berlin 1969
- Schlösser und Schicksale, Herrensitze und Burgen zwischen Donau und Rhein, Aus Tagebuchaufzeichnungen von Udo von Alvensleben, Zusammengestellt und herausgegeben von Harald von Koenigswald, Frankfurt/M.-Berlin 1970
- Lauter Abschiede, Tagebuch im Kriege, Herausgegeben von Harald von Koenigswald, Propyläen Verlag, Berlin 1971,  (ISBN 978-3-549-07446-6). Weitere Auflagen: 1972, 1979  (ISBN 978-3-548-03578-9).